# Ilanit
Hanna Dresner-Tzakh, conocida como Ilanit (Tel Aviv, Israel, 17 de septiembre de 1947), es una cantante que representó a su país dos veces en el Festival de Eurovisión. Fue una de las cantantes más populares de Israel desde finales de la década de 1960 hasta la década de 1980, tanto como solista como en el dúo Ilan ve-Ilanit. En una carrera que abarca más de 4 décadas, Ilanit grabó y produjo más de 600 canciones y más de 30 álbumes exitosos.

## Carrera artística
En 1973 participó en Luxemburgo y logró un cuarto puesto con la canción "Ey Sham" (En algún lugar). Es notable que ese fue el debut de Israel en el Festival de Eurovisión.
La canción fue escrita por Nurit Hirsh que también dirigía la orquesta luxemburguesa, siendo la segunda mujer en realizar esta acción (la primera también aquella misma noche).
La segunda participación de Ilanit fue en Londres en 1977 con la canción "Ahava hi shir le shnaim" (Amor es una canción para dos) con la cual logró el undécimo puesto.
Ilanit estuvo a punto de participar una tercera vez en el festival. En 1984 fue seleccionada por la IBA para representar a Israel con la canción "Balalaika". La cadena luxemburguesa decidió emitir el festival de 1984 en un día de conmemoración israelí. Con tal motivo, la IBA se retiró del concurso.
Ilanit ya era entonces una de las cantantes más populares de Israel y la canción "Balalaika" fue un gran éxito. Tenía mucho éxito en su propio país. Entre otros con canciones del fallecido compositor famoso Ehud Manor.
En colaboración con otros artistas israelíes participó en 2005 en una gira por América del Norte. Desde 1999 no ha publicado ningún disco nuevo.